# Inmigración portuguesa en Venezuela
La inmigración portuguesa en Venezuela es el movimiento migratorio de ciudadanos provenientes de Portugal, principalmente de la isla de Madeira, hacia territorio venezolano. Esta corriente migratoria ha sido una de las más numerosas y significativas en la historia del país, albergando la segunda mayor diáspora portuguesa en América, después de Brasil.
La comunidad portuguesa en Venezuela se encuentra entre los grupos étnicos más numerosos del país, con presencia destacada en Caracas, Valencia, Maracaibo y Barquisimeto. El estado Portuguesa debe su nombre al río Portuguesa, en el que, según la tradición, una mujer portuguesa murió ahogada.

## Historia

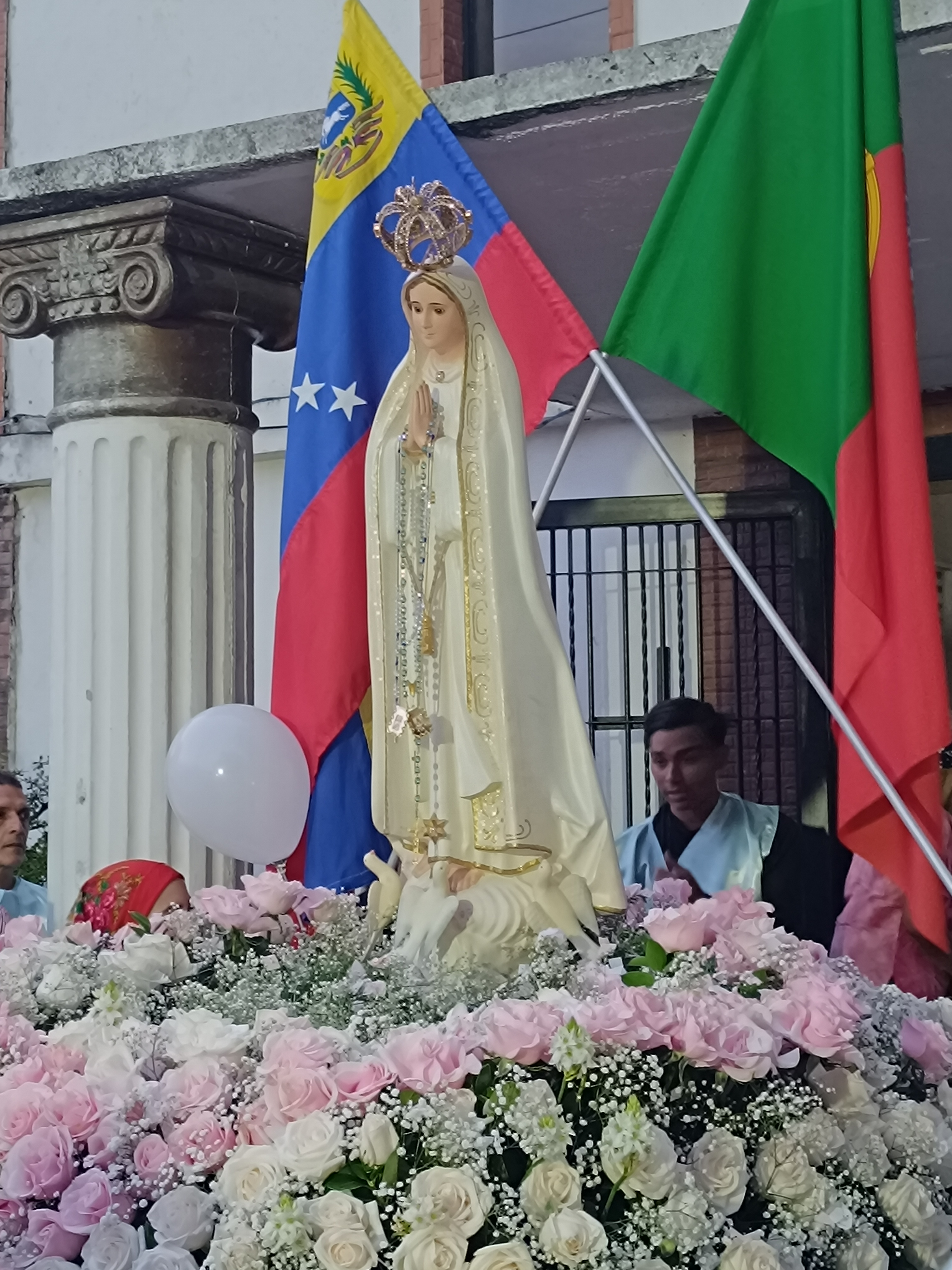
Virgen del Fátima en Caracas, con la bandera portuguesa y venezolana al fondo.

La afluencia de inmigrantes portugueses a Venezuela comenzó en la década de 1940 y se extendió hasta mediados de la década de 1980, impulsada por diversos factores, como la difícil situación económica en Portugal, la pobreza y una política migratoria favorable en Venezuela. Entre 1939 y 1969, llegaron al país 53 478 portugueses, de los cuales 38 737 provenían de Madeira, 17 286 del distrito de Aveiro, 7 214 del distrito de Oporto y el resto de otras regiones del país.
Inicialmente, estos inmigrantes se dedicaron principalmente a la agricultura. Sin embargo, a partir de 1948, la mayoría comenzó a incursionar en el comercio, especialmente en la venta de alimentos, como lo ejemplifica la cadena de supermercados Central Madeirense. Posteriormente, se diversificaron hacia la pequeña y mediana industria, particularmente en el sector manufacturero.
En la actualidad, residen en Venezuela 53 478 personas nacidas en Portugal, en su mayoría originarias de la isla de Madeira. Estos inmigrantes y sus descendientes se encuentran plenamente integrados en la sociedad venezolana.

### Inmigración de retorno
Desde principios del siglo XXI, especialmente a partir de la década de 2010, se ha producido un fenómeno migratorio inverso: los portugueses que emigraron a Venezuela en el siglo pasado, junto con sus descendientes nacidos en el país, han emprendido el retorno a Portugal. Este movimiento ha sido impulsado, en gran medida, por la crisis de refugiados venezolana, caracterizada por la escasez de alimentos y medicinas, el alto nivel de desempleo, la persecución política, la corrupción y la elevada tasa de criminalidad, entre otros factores.
Gran parte de los venezolanos que emigran a Portugal se establecen en la isla de Madeira, lugar de origen de muchos de sus antepasados portugueses.

### Personas notables
Entre las personalidades de ascendencia portuguesa en Venezuela se encuentran:
- Vanessa Gonçalves – modelo y exreina de belleza, ganadora del Miss Venezuela 2010.
- Danny Alves – exfutbolista
- Laura Gonçalves – modelo y exreina de belleza, representante de Portugal en el Miss Universo 2011.
- Marjorie de Sousa – actriz y modelo.
- Fernando de Ornelas – exfutbolista profesional.
- Leonardo Jardim – entrenador de fútbol.
- Lance Dos Ramos – actor y cantante.
- Kimberly Dos Ramos – actriz y modelo.
- La Divaza – youtuber e influencer.
- Joaquín Marta Sosa – writer